# Meeme
Meeme – okręt pomocniczy z okresu I wojny światowej. Służył w Rosji, następnie w Bałtyckiej Landeswehrze i proniemieckiej Łotwie pod nazwą O (i być może Riga), a od 1919 do zatonięcia w 1924 roku w Eesti merejõud.

## Budowa i konstrukcja
Jednostka zbudowana została w stoczni Göteborg, w 1911  lub 1915 roku. Wyporność okrętu wynosiła 145 lub 150  ton. Jego całkowita długość wynosiła 27,4 metra, szerokość 6,3 lub 6,4  metra, zaś zanurzenie 2,1 metra.
Okręt napędzany był przez sprzężoną maszynę parową o dwóch cylindrach, z jednym kotłem i śrubą. Rozwijała ona moc 160 KM. Okręt mógł rozwinąć prędkość 9,5 węzła. Zapas węgla pozwalał jednostce na pokonanie 600 mil morskich przy prędkości 8 węzłów.
Brak jest informacji o uzbrojeniu jednostki przed wejściem do służby w Eesti merejõud. Pod banderą estońską głównym uzbrojeniem jednostki było działo kalibru 75 mm L/50 oraz karabin maszynowy.
Etat składał się z dziewiętnastu załogantów.

## Służba
Ehlers podaje, że pierwszą nazwą holownika była „Riga”. W czasie I wojny światowej został przejęty przez Niemców i włączony do Bałtyckiej Landeswehry pod nazwą „O”. W listopadzie 1918 roku został oficjalnie przekazany proniemieckiemu rządowi Łotwy Andrievsa Niedry. Wszedł do służby wiosną 1919 roku. Inna wersja historii okrętu mówi, że jeszcze przed wojną był on był on statkiem pasażerskim o nazwie „O”, będącym własnością miejskich władz Rygi .
Estończycy przejęli jednostkę latem 1919 roku, w czasie walk na przedmieściach Rygi (Daugavgrīva). Do służby w Eesti merejõud została włączona we wrześniu 1919 roku. Na listę marynarki wpisana została jako kanonierka „Meeme”.
Głównym zadaniem estońskiej marynarki w latach powojennych było oczyszczenie szlaków komunikacyjnych z min postawionych przez okręty niemieckie i rosyjskie. W tym celu 15 marca 1919 roku powołano do życia Traalerite Divisjon. Funkcję trałowca pełniła również kanonierka „Meeme”. Do 1922 roku udało się oczyścić z 633 min morskich obszar o powierzchni 1679 mil kwadratowych, co zadowoliło dowództwo marynarki. Sytuacja zmieniła się 5 maja 1923 roku – uznano potrzebę ponownego trału w cieśninach Soela (oddzielającej wyspy Hiuma i Sarema) oraz Voosi (oddzielającej wyspę Vormsi od stałego lądu). Uznano bowiem, iż trał przeprowadzony na głębokości do 3 metrów jest niewystarczający, gdyż szlakami prowadzącymi przez cieśniny miały pływać statki o zanurzeniu do 4,5 metra. Ponieważ większość okrętów trałowych już zdemobilizowano, nastała niezwłoczna potrzeba wzmocnienia sił zwalczających miny. Uznano, że do tej roli najbardziej nadawały się kanonierki „Meeme” i „Mardus”, cechowało je bowiem niewielkie zanurzenie wynoszące 2,1 metra. Zadanie przeprowadzenia trału zostało im zlecone 18 czerwca 1923 roku. Soela została oczyszczona z min 26 czerwca, Voosi zaś niedługo potem .
We wrześniu i październiku oba okręty brały udział w podnoszeniu z dna morskiego niemieckiego torpedowca A 32, który następnie zasilił skład Estońskich Sił Morskich jako „Sulew” .
W 1924 roku Estonia otrzymała informacje o polach minowych postawionych na większych głębokościach, postawionych w czasie wojny w celu zwalczania okrętów podwodnych. Powstała w związku z tym potrzeba wykonania trałów na głębokościach 19 i 27 metrów. Ponieważ trzon sił przeciwminowych wymagał remontu 21 czerwca zapadła decyzja o ponownym wykorzystaniu okrętów „Meeme” i „Mardus”. Okręty przeznaczone do zwalczania min zostały połączone w tymczasowy zespół Traalerite Salkkond 2 lipca 1924 roku. Dowodził nim komandor porucznik Joosep Pruun, a stanowiska oficerskie na okrętach podlegały ciągłej rotacji, aby zapewnić doświadczenie bojowe kadetom szkoły morskiej .
Pierwsze trałowanie odbyło się na północ od Kakumäe (dzielnica Tallinna), następnie okręty oczyściły z min wody kolejno na północnym zachodzie i południowym wschodzie wyspy Naissaar. W trakcie akcji wyłowiono 196 min morskich, zaś 36 eksplodowało. W wyniku eksplozji 3 lipca śmierć poniósł bosman „Meeme” Roman Krimming .
Jesienią Estończycy uzyskali informację, iż w wodach na północny zachód od Naissaar miny były stawiane również na głębokościach poniżej 27 metrów. Rankiem 14 listopada 1924 roku w celu odnalezienia min wyszedł zespół w składzie „Meeme”, „Mardus” i „Tahkoma”. „Meeme” i „Mardus” rozpoczęły trał na głębokości 48,7 metra, został on jednak przerwany o 15:10 w wyniku wybuchu. Eksplozja miała miejsce około 15 stóp (między 4 a 5 metrów) pod rufą „Meeme”. Spowodowała ona znaczne uszkodzenia, część załogi została wyrzucona za burtę. Pozostałe okręty rozpoczęły akcję ratunkową, z wody wyciągnięto 11 ludzi, zaś 9 zabrano z pokładu. „Mardus” przybrał kurs na Tallinn, aby odwieźć rannych, zaś „Tahkoma” przystąpiła o 15:25 do holowania jednostki, której maszynownia była wówczas wypełniona wodą do wysokości 1 metra. Dowódca tendra chciał przemieścić tonący okręt na płytkie wody przy brzegu wyspy Naissaar. Holowanie odbywało się z prędkością 1,5 węzła i zakończyło się niepowodzeniem – „Meeme” zatonął o godzinie 17:30 .
W wyniku eksplozji zginął Johannes Karus. Kilku członków załogi zostało rannych, już w szpitalu zmarł Karl Haberman. W celu ustalenia przebiegu zdarzeń 19 listopada została powołana komisja śledcza, która po siedmiu dniach wydała orzeczenie . Straty materialne wyceniono na 6 217 516 marek i 36 penni .
Wrak okrętu został odkryty 29 czerwca 2000 roku przez Eesti Meremuuseum i Tuukritööde OÜ 1,8 mil na zachód od północnego krańca wyspy Naissaar. Jego dokładne koordynaty to 59°36’467 N 24°26’867 E, spoczywa on na głębokości 44 metrów .